# Francisco Falcon
Francisco José Calazans Falcon (Rio de Janeiro, 30 de março de 1933) é um escritor, historiador, museólogo e professor brasileiro.
Respeitado intelectual, destaca-se pelos estudos de História Moderna e Contemporânea, especialmente a História dos Países Ibéricos no século XVIII luso-brasileiro e século XIX, dedicando-se mais recentemente aos estudos de Teoria da História e Historiografia.
Como historiador, assumiu a influência da École des Annales, dedicou-se à história econômica e à história política sem que, no entanto, tivesse manifestado uma forma “modista” de fazer História, a qual foi uma das marcas que caracterizou em certa altura a historiografia brasileira (e também portuguesa). Não se integrou igualmente numa metodologia teoricista — “engenharia teórica”, como então se dizia — que igualmente a modelou. Pode dizer-se que foi sempre um historiador para quem as fontes tiveram uma importância fundamental, sem descurar nunca as teorias que a poderiam enriquecer.

## Vida e Carreira

### Início da trajetória acadêmica
A trajetória acadêmica de Francisco José Calazans Falcon iniciou-se em 1955, ano em que foi graduado em História e Geografia pela Universidade Federal do Rio de Janeiro (UFRJ) - antiga Universidade do Brasil (UB). Em 1956 se graduou em museologia, no Curso Superior de Museus do Museu Histórico Nacional. 

### Período na UFRJ e PUC

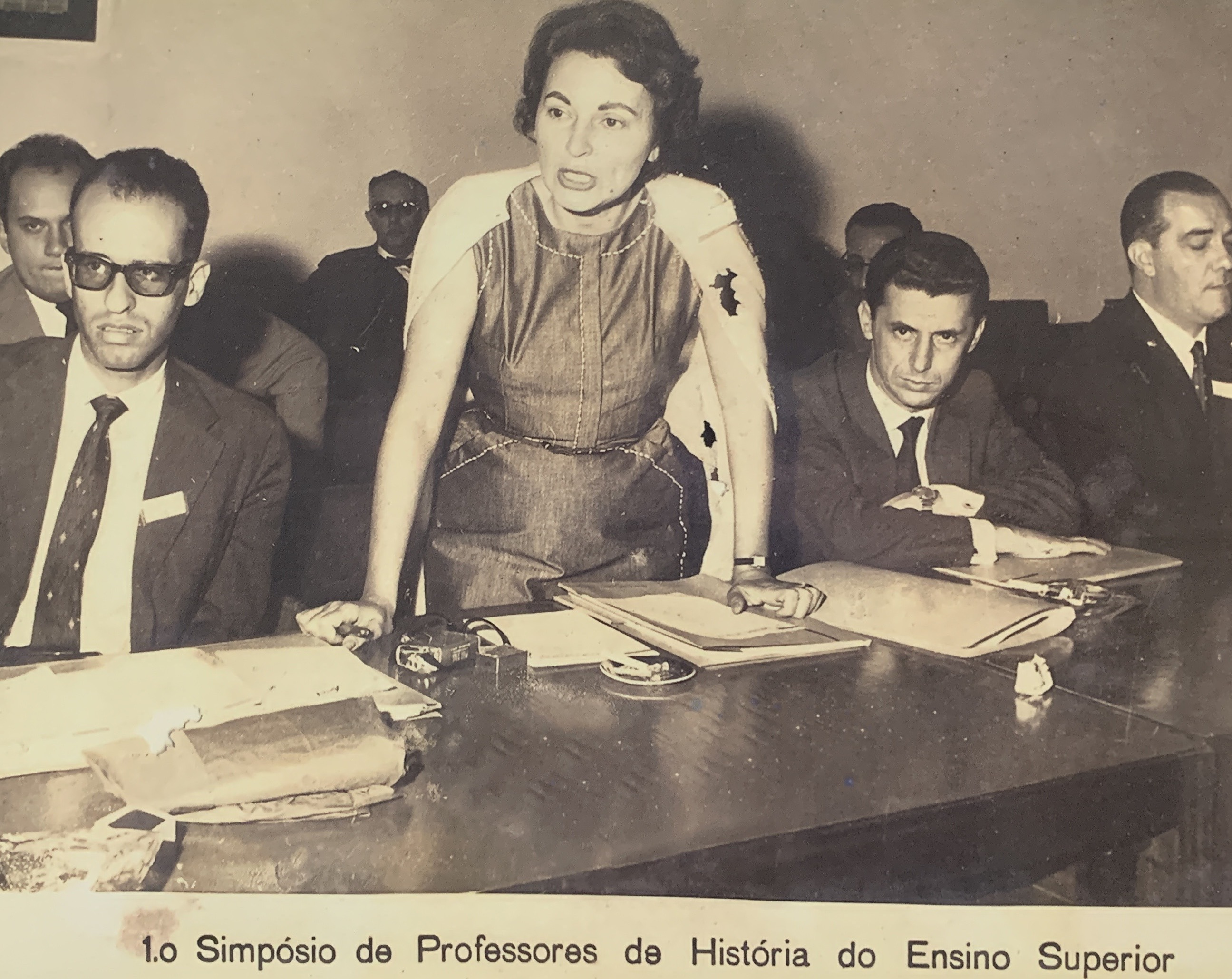
1º Simpósio de Professores de História do Ensino Superior. À esquerda professor Francisco Falcon e no meio professora Maria Yedda Linhares.

Em 1956 começou a lecionar na Cátedra de História Moderna e Contemporânea da Faculdade Nacional de Filosofia (FNFi) - pertencente à Universidade do Brasil, a atual UFRJ, como auxiliar de ensino da Cadeira de História Moderna e Contemporânea ocupada pela professora Maria Yedda Linhares. 
Desde o quinto semestre da Graduação, do Instituto de Filosofia e Ciências Sociais (IFCS) – destroçado pelo abandono, pela repressão e pela delação, entre 1972 e 1975 – suas aulas, fora da Grade Curricular, num exílio imposto por Eremildo Vianna – eram um oásis e refrigério de erudição, cultura e fino humor, que, contudo, sabia, quando necessário, ser caustico. Sua bibliografia era ampla, diversa, aberta e sempre “voltada aos clássicos”: História Moderna com Adam Smith, Max Weber, Karl Marx. Falcon permaneceu ministrando aulas na UFRJ até 1995.
Em 1958, ingressou como docente na Pontifícia Universidade Católica do Rio de Janeiro (PUC-Rio) além de ter sido coordenador de Pós-Graduação na Pontifícia Universidade Católica do Rio de Janeiro (PUC-Rio), universidade de onde permaneceu até 2004.
Nas duas instituições tornou-se referência para os estudos de História Moderna e Contemporânea e de Teoria da História e nelas organizou os cursos de pós-graduação - que, vale lembrar, começaram a ser construídos no país na década de 1970.

### Trajetória na UFF
Logo em 1955, tornando-se o primeiro Professor Titular de História Moderna e Contemporânea da Faculdade Fluminense de Filosofia (Atual Universidade Federal Fluminense), em Niterói. Foi também na UFF, em 1976, que Falcon alcançou a Livre-Docência, equivalente ao Doutorado, submetendo-se aos diversos exames que o posto exigia. Entre eles, a defesa de uma tese inédita, que veio a ser A época pombalina, um clássico da historiografia.
Entre 1986 e 1990 foi Pró-Reitor de Pesquisa e Pós Graduação.
Falcon foi decisivo na reestruturação do curso de mestrado e na criação do doutorado, na virada dos anos 1970 para os 1980, do qual veio a ser coordenador.
Em 2017  recebeu o título de Professor Emérito da Universidade Federal Fluminense.

### Pós-Doutorado e período posterior
Pós-Doutor em História Moderna pelo Instituto Superior de Ciências do Trabalho e da Empresa (ISCTE), em Portugal no ano de 1984 - bolsista da Coordenação de Aperfeiçoamento de Pessoal de Nível Superior (CAPES).
Francisco Falcon também foi membro de Banca de Concurso de Mestrado de Concurso Público para Professor da UFF e de Titular na UFRJ. Em todas as ocasiões bastante severo, duro – chegando a arrancar alguns protestos da protetora Maria Yedda Linhares – mas, em todas as ocasiões citadas justo, justíssimo, sem concessões, sem proteção e também sem qualquer parcialidade. 
Participou de Comitês do Conselho Nacional de Desenvolvimento Científico e Tecnológico (CNPq), da Coordenação de Aperfeiçoamento de Pessoal de Nível Superior (CAPES), e do Conselho Diretor da Fundação Carlos Chagas Filho de Amparo à Pesquisa do Estado do Rio de Janeiro (FAPERJ).
Fundador do Instituto de Ciências Humanas e Filosofia na Universidade Federal Fluminense e da Associação Nacional de História (ANPUH). 
Foi Professor do Quadro do Programa de Pós Graduação em História do Brasil, nível Mestrado, da Universidade Salgado de Oliveira (Universo) até o ano de 2019.

### Especialização
Como professor e historiador, especializou-se em História Moderna, História Contemporânea, História dos Países Ibéricos e História Social da Cultura. Autor de vários livros e artigos, com destaque para Teoria da História e Historiografia, volumes I e II (Hucitec, 2011 e 2015).
Sua obra magna foi, porém, A Época Pombalina (Editora Ática, 1982), um clássico sobre a Monarquia Ilustrada em Portugal em conexão com a Ilustração europeia, as monarquias absolutistas e os despotismos ilustrados no século XVIII - referência central sobre o governo do Marquês de Pombal (1750-1777). Luís Reis Torgal, influente historiador português, um dos autores da portentosa História da História em Portugal (1996), realiza um registro bibliográfico com os dizeres: “pode dizer-se, escreveu Torgal, que (Falcon) constitui, hoje, um elo de ligação entre a historiografia portuguesa e a historiografia brasileira”.

## Relação com Portugal

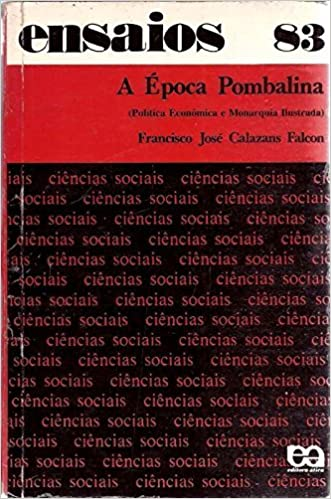
Capa do livro Época Pombalina - Série Ensaios 83

As suas relações com Portugal foram constantes, não só por ter tirado o Pós-Doutoramento em História Moderna no Instituto de Ciências do Trabalho e da Empresa (ISCTE), em 1984, como bolseiro da Coordenação de Pessoal de Nível Superior (CAPES), do Brasil, mas também com a Universidade de Coimbra, tendo organizado, pela parte brasileira, o projeto luso-brasileiro “História da História em Portugal e no Brasil”, financiado pelo ICALP (Instituto de Cultura e Língua Portuguesa), depois Instituto Camões, e pela Junta Nacional de Investigação Científica e Tecnológica (JNICT), à qual sucedeu a Fundação para a Ciência e Tecnologia (FCT), bem como financiada pela CAPES. Este projecto, embora fosse apenas integralmente cumprido pela parte portuguesa (foi publicada a História da História em Portugal. Sécs. XIX-XX. 1996, de autoria de Luís Reis Torgal, J. M. Amado Mendes e Fernando Catroga, 2ª ed., 1998), gerou um fluxo regular de professores portugueses que, no fim do século XX, se deslocaram ao Brasil e de historiadores brasileiros que se deslocaram a Portugal, o qual consolidou as relações entre investigadores de ambos os países. 
As suas relações com os historiadores da Universidade de Coimbra dedicados a todas as épocas, foram uma constante, tendo estado presente em vários congressos, sobretudo o dedicado ao terceiro centenário do nascimento do Marquês de Pombal, que se organizou, com a direção de Ana Cristina Araújo, em Pombal (Portugal) e em Oeiras (Portugal), em 1999. As suas relações com esta Universidade fizeram com que colaborasse activamente com a Revista de História das Ideias e, depois da criação do Centro de Estudos Interdisciplinares do Século XX (CEIS20), em 1998, com esta unidade de investigação e com a sua revista Estudos do Século XX.
Os seus trabalhos sobre o Pombalismo são, como se disse, os mais importantes, não só em livros, mas em muitas revistas e atas de congressos. Falcon analisou o pombalismo na sua expressão política e ideológica, mas também na sua perspectiva económica mercantilista de tipo “modernizador”, talvez historicamente desfasada, no seu vector pedagógico e filosófico e no campo da administração, nomeadamente quanto aos territórios ditos do “Ultramar”. Nesta medida, procurou entender — olhando sobretudo o caso brasileiro — qual o sentido da Ilustração ou do Iluminismo e do Absolutismo Esclarecido português. Mas dedicou-se ainda, no que respeita a Portugal, pelo seu trabalho desde os anos 80 do século passado e igualmente pelo projecto de investigação referido, à história da historiografia. Assim, abordou a historiografia da sua contemporaneidade, genericamente e na sua concretização brasileira e mesmo portuguesa, olhando com particular atenção para a historiografia sobre o pombalismo. 

## Homenagens
Em 2012, os professores doutores Maria Emília Prado e Oswaldo Munteal publicaram pela editora Revan um livro em sua homenagem, intitulado: "Francisco Falcon. O ofício de historiador". Teve a participação de 15 professores/autores, que contribuíram com artigos que abordam temáticas variadas no campo da memoria e da história. 
Na Universidade Salgado de Oliveira (Universo) foi criada em 2016 a Biblioteca Francisco Falcon.